# Clusia callosa
Clusia callosa là một loài thực vật có hoa trong họ Bứa. Loài này được Britton & P.Wilson mô tả khoa học đầu tiên năm 1920.